# Clematis koreana
Clematis koreana is een Clematis-soort uit de Atragene groep (Clematis sect. Atragene) die van nature in de bergen en heuvels van Noordoost-China (in het oosten van de provincies Jilin en Liaoning), Noord- en Zuid-Korea en Oost-Siberië (in kraj Primorje) op een hoogte van 300–2000 m voorkomt. Ze groeit daar in de struiklaag van gemengde bossen met eiken, esdoorns en sparren, vaak samen met rhododendrons. De wetenschappelijke naam is voor het eerst in 1901 geldig gepubliceerd door de Russische botanicus Vladimir Leontjevitsj Komarov.

## Kenmerken
C. koreana is een kleinbloemige, bladverliezende klimplant met gladde stengels. De plant klimt tot 5 m hoog en heeft handvormig samengestelde, 3-tallige bladeren. De blaadjes zijn ovaal (elliptisch), spits tot licht toegespitst en hebben langs de rand een paar grove zaagtanden. Soms is het eindblad drielobbig en het zijblad tweelobbig. De blaadjes worden 50–90 mm lang en 30–85 mm breed.
De plant heeft knikkende, klokvormige bloemen. De bloemen zitten afzonderlijk op tot 12 cm lange, paarsviolette stelen, die uit de bladoksels van een oude stengel of van een nieuwe scheut groeien. De bloem heeft 4 smal ovale, toegespitste kelkbaadjes (sepalen) die 3,5–5 cm lang en 0,7–1,2 cm breed zijn. De kelkbladen hebben aan de buitenkant in de lengte 3–5 bladribbels (verdikte bladaderen) en krommen zich aan de top pagodeachtig naar buiten. Ze zijn violetblauw tot roodachtig violet van kleur en soms naar de punt toe groenachtig. De bloem bezit spitse, spatelvormige staminodia die licht behaard en lichtgeel, crème of witachtig van kleur zijn. Ze hebben een lengte van ongeveer een derde van de lengte van de kelkblaadjes. De plant bloeit vanaf eind mei tot begin augustus. De vruchten zijn 4–5 mm lang en hebben een tot 4,5 cm lang behaard pluimpje (snavel).

## Variëteiten en verspreiding
Van C. koreana zijn de volgende vijf geografische variëteiten, die in het wild voorkomen, beschreven:
- C. koreana var. biternata Nakai (1939) – Noord-Korea
- C. koreana var. carunculosa (Gagnep.) Tamura (1954) – Zuid-Korea, voorheen C. chiisanensis Nakai (1914)
- C. koreana var. fragrans M.Johnson (1997) – Zuid-Korea
- C. koreana var. lutea (Rehder) M.Johnson (1997) – Zuid-Korea
- C. koreana var. umbrosa Nakai (1921) – Noord-Korea

De auteurs M. Johnson (1997) en C. Grey-Wilson (2000) onderscheiden slechts vier variëteiten terwijl ze C. koreana var. carunculosa als een aparte soort (C. chiisanensis) beschouwen. W.T. Wang et al. (2009) revideren in een studie deze indeling. Zij beschouwen de soort C. chiisanensis als een variëteit van C. koreana (C. koreana var. carunculosa) en zien daarnaast alleen C. koreana var. biternata nog als een variëteit. Zoals de namen al zeggen heeft C. koreana var. carunculosa karunkels (kleine spikkels of knobbeltjes) op de bladaderen van de kelkbladen en heeft C. koreana var. biternata dubbel 3-tallige bladeren. Bovendien zijn de kelkbladen van C. koreana var. carunculosa citroengeel tot bruinachtig oranje van kleur. De resterende variëteiten worden om de volgende redenen niet als separate variëteiten van C. koreana beschouwd: C. koreana var. fragrans is een gecultiveerde plant die in Scandinavië van zaad uit Zuid-Korea is gekweekt, C. koreana var. lutea wijkt niet significant af van C. koreana var. carunculosa en C. koreana var. umbrosa is meer een variëteit van C. ochotensis dan van C. koreana.

## Cultivars
Kwekers selecteerden van C. koreana een aantal cultivars, onder andere:
- C. koreana var. carunculosa 'Jan E. Sanda' – onbekend
- C. koreana var. carunculosa 'Lemon Bells' – University of British Columbia (1992)
- C. koreana var. carunculosa 'Love Child' – Tomas Lagerstromn (1976)
- C. koreana var. carunculosa 'Monika' – Friedrich Manfred Westphal (2003)
- C. koreana var. carunculosa 'Mount Chiri White' – Magnus Johnson (1988)

Door C. koreana met andere soorten uit de Atragene groep te kruisen, ontstonden er bovendien enkele hybriden, onder andere:
- C. 'Amber' – Marco de Wit (2016)
- C. 'Blue Eclipse' – Vince & Sylvia Denny (1997)
- C. 'Broughton Bride' – Vince & Sylvia Denny (1998) koreana x macropetala
- C. 'Brunette' – Magnus Johnson (1979) koreana 'Fragrans' x fauriei
- C. 'Red Robin' – Wim Snoeijer (2005)

## Afbeeldingen

Variëteiten en cultivars
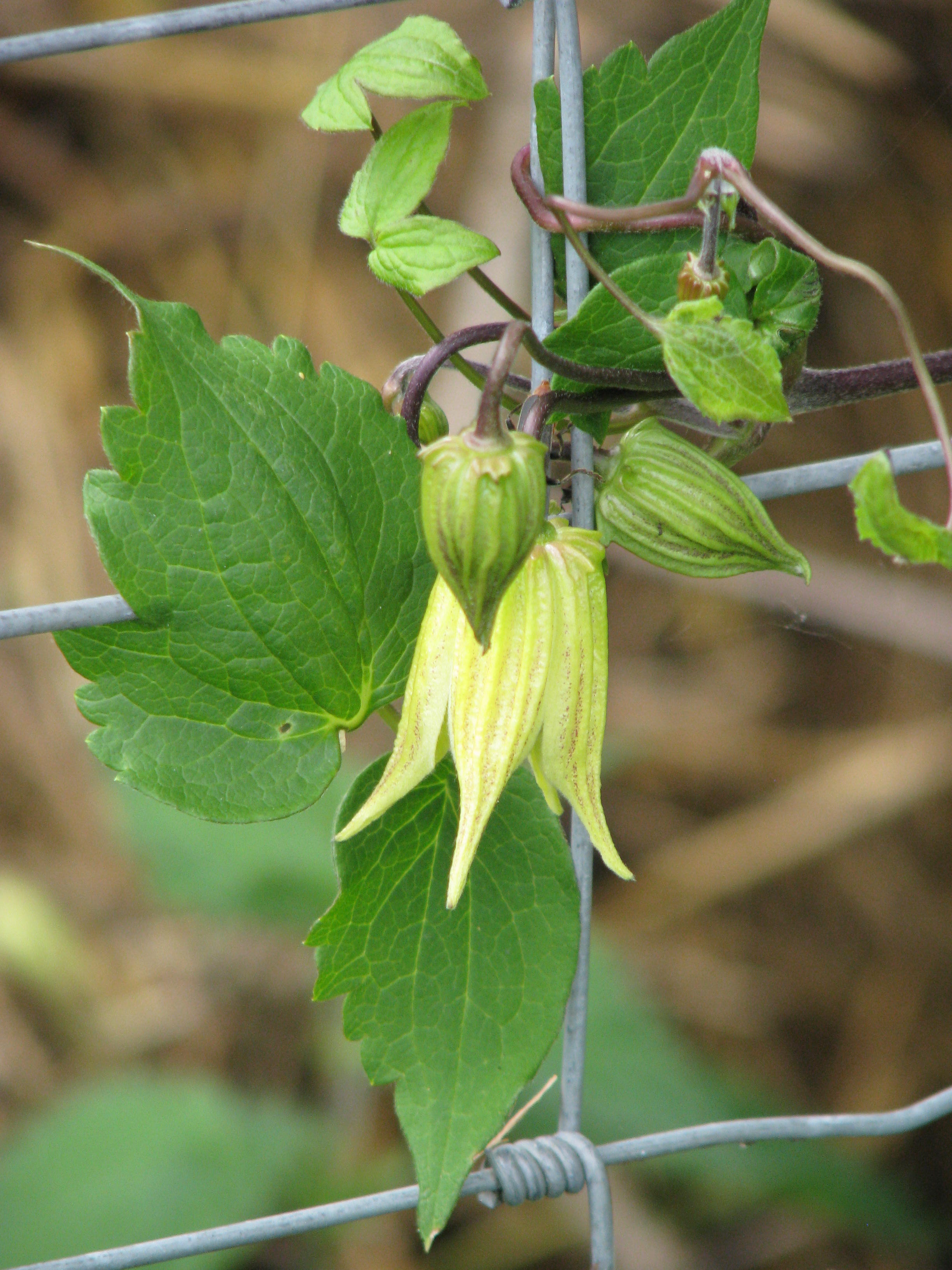
C. koreana var. carunculosa (voorheen C. chiisanensis)
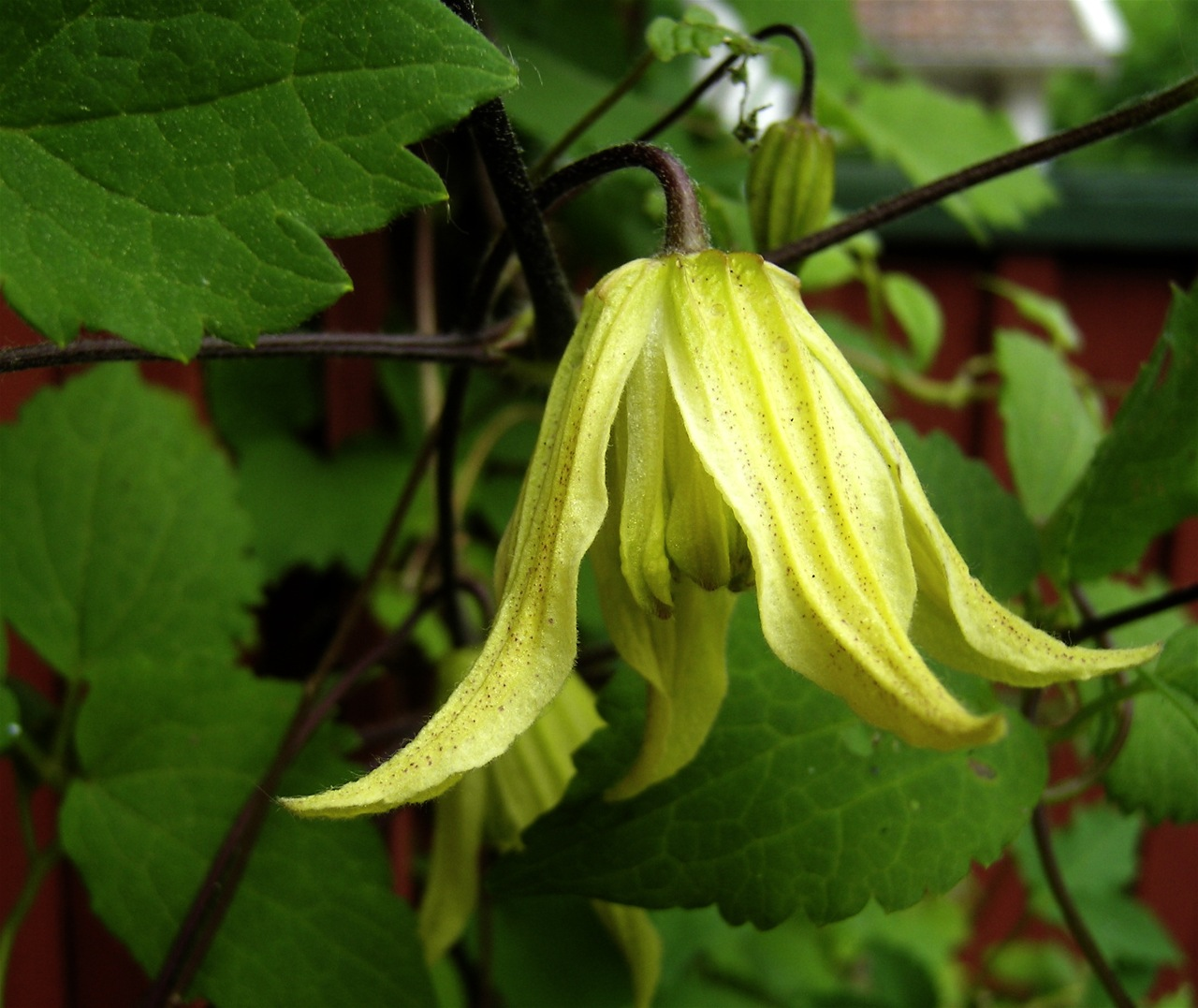
C. koreana var. carunculosa 'Love Child'
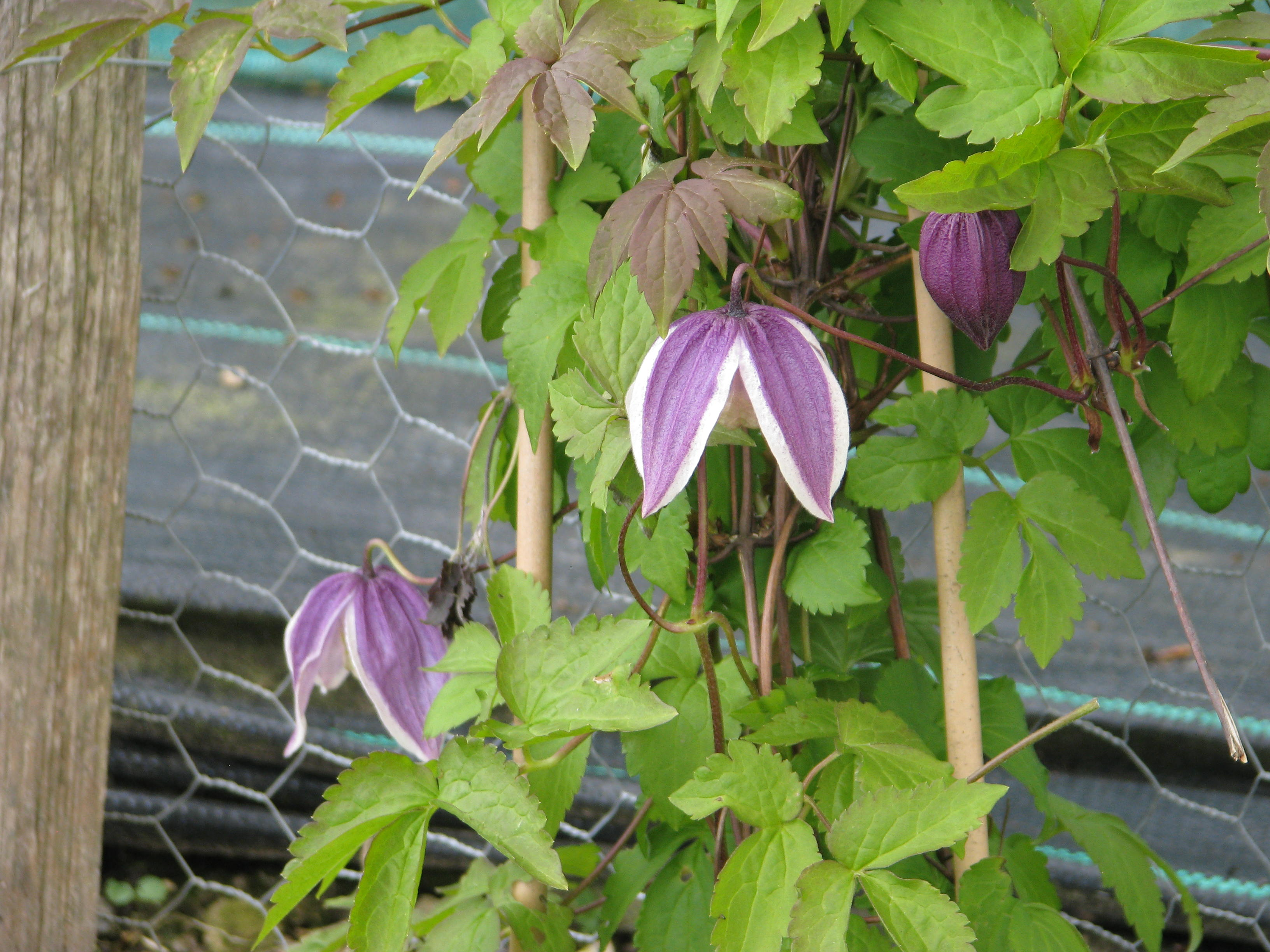
C. 'Blue Eclipse'